# Nageliella
Nageliella là một chi thực vật có hoa trong họ, Orchidaceae.